# Seijin Oikawa
Seijin Oikawa (及川誠人?, Oikawa Seijin; Tokyo, 2 novembre 1970) è un pilota motociclistico giapponese, ritiratosi dall'attività agonistica.

## Carriera
Ha partecipato come wild card al GP del Giappone della stagione 2006, nella classe 250 con la Yamaha.
La sua seconda partecipazione ad un Gran Premio del motomondiale fu in occasione del GP del Giappone 2007, sempre nella 250 ed in sella alla Yamaha. In entrambe le occasioni è riuscito ad ottenere punti validi per la classifica finale del mondiale, tanto da essere classificato trentesimo nel 2006 e ventiseiesimo nel 2007.

## Risultati nel motomondiale
| 2006 | Classe | Moto   |  |  |  |  |  |  |  |  |  |  |    |  |  |  |    |  |  |  | Punti | Pos. |
| ---- | ------ | ------ |  |  |  |  |  |  |  |  |  |  | -- |  |  |  | -- |  |  |  | ----- | ---- |
| 2006 | 250    | Yamaha |  |  |  |  |  |  |  |  |  |  | NE |  |  |  | 13 |  |  |  | 3     | 30º  |

| 2007 | Classe | Moto   |  |  |  |  |  |  |  |  |  |  |    |  |  |  |    |  |  |  | Punti | Pos. |
| ---- | ------ | ------ |  |  |  |  |  |  |  |  |  |  | -- |  |  |  | -- |  |  |  | ----- | ---- |
| 2007 | 250    | Yamaha |  |  |  |  |  |  |  |  |  |  | NE |  |  |  | 12 |  |  |  | 4     | 26º  |

| Legenda | 1º posto        | 2º posto            | 3º posto            | A punti      | Senza punti        | Grassetto – Pole position Corsivo – Giro più veloce |
| Legenda | Gara non valida | Non qual./Non part. | Ritirato/Non class. | Squalificato | '-' Dato non disp. | Grassetto – Pole position Corsivo – Giro più veloce |